# Les Quatre-Routes-du-Lot
Les Quatre-Routes-du-Lot korábbi község Franciaországban, Lot megyében. Lakosainak száma 587 fő (2018. január 1.). Les Quatre-Routes-du-Lot Cavagnac, Cazillac, Condat és Strenquels községekkel határos.
2019. január 1-jén Cazillac korábbi községgel egyesült és az így létrejött Le Vignon-en-Quercy új község része lett.

## Népesség
A település népességének változása:
| Lakosok száma | 634  | 612  | 609  | 590  | 587  |
|               | 2013 | 2015 | 2016 | 2017 | 2018 |